# Giovanni Segura
Giovanni Segura (* 1. April 1982 in Mexiko-Stadt, Mexiko) ist ein mexikanischer Boxer im Halbfliegengewicht. 

## Profikarriere
Im Jahre 2003 begann er erfolgreich seine Profikarriere. Am 14. März 2009 boxte er gegen César Canchila um den Interims-Weltmeistertitel des Verbandes WBA und siegte durch K. o. Am 5. Juni desselben Jahres wurde Segura der volle Weltmeister-Status zugesprochen. 
Diesen Gürtel hielt er bis zum darauffolgenden Jahr. Am 28. August 2010 wurde er zudem WBO-Weltmeister, als er Iván Calderón in der 8. Runde k. o. schlug. Diesen Titel trug er bis 2011.